# Sergio Vuskovic
Sergio Vuskovic Rojo (Illapel, 19. listopada 1930. - 19. kolovoza 2021.) je čilski političar, profesor i politički pisac hrvatskog podrijetla. Bio je gradonačelnikom Valparaisa od 1970. do 1973. godine.
Za vrijeme dok je na vlasti bila stranka Unidad Popular, bio je gradonačelnikom grada Valparaísa. Nakon državnog udara 1973. godine, pinochetovci su ga uhitili i zlostavljali u La Esmeraldi. Poslije je odveden na otok Dawson, gdje je ostao osam mjeseci.
1988. je godine postao počasnim građaninom gradića Martignana iz okolice Leccea, Italija.

## Knjige
- La base material del pensamiento, 1958.
- Investigaciones sobre el origen del pensamiento, 1961.
- Diálogo con la Democracia Cristiana, 1964.
- Teoría de la ambigüedad, 1964.
- Revolución, Estado, Propiedad: problemática demócrata cristiana, 1967.
- Un filósofo llamado Lenin, 1971.
- El proceso revolucionario chileno, 1973.
- Del stalinismo a la perestroika, 1991.
- Breviario de Platón, 1998.

## Vanjske poveznice
- (špa.) Životopis Sergija Vuskovica na španjolskom  Arhivirana inačica izvorne stranice od 7. veljače 2012. (Wayback Machine)